# ТРК «Гродно»
ТРК «Гродно» — телерадиокомпания Гродненской области Республики Беларусь. Является обладателем наград.

## История
26 декабря 1968 года был образован Комитет радиовещания и телевидения Исполнительного комитет Гродненского совета депутатов трудящих. Более 10 лет назад он был реорганизован в ТРК «Гродно».
В конце 2002 года на частоте телеканала «Культура» начал вещать собственный канал Гродненского телевидения ГТ, впервые у телекомпании появляется собственный канал. Изначально канал вещал только по вечерам, а в остальное время была ретрансляция канала «Культура», позже появляется и утренний блок программ. Однако, после реорганизации, 18 октября 2003 года на частоте «ГТ» начал вещание общереспубликанский телеканал «Лад» (ныне — «Беларусь 2»), в региональных «окнах» которого продолжили выходить передачи ТРК Гродно.
С 9 октября 2015 года у телерадиокомпании Гродно появился снова свой телеканал под названием «Беларусь 4 Гродно».
Идея создания регионального телеканала «Беларусь 4» принадлежит Белтелерадиокомпании, поддержана Министерством информации и облисполкомами. Новый телеканал - это канал с единой сеткой вещания, который выступает платформой для всех областей страны под общим брендом «Беларусь 4» и будет выходить в каждой из них с указанием региона, например, «Беларусь 4. Гродно», «Беларусь 4. Гомель» и т.д.

## Производство

### Телевидение
- «Новости региона» — выходят в эфир на телеканале Беларусь 1 по будням в 15:15 и 18:40, по субботам в 15:15, на телеканале  по будням в 07:00 и в 17:55.
- «Time out с Татьяной Гришук» — выходит в эфир на телеканале Беларусь 2  по средам в 18:40.
- «В теме» — выходит в эфир на телеканале Беларусь 2.
- «Вёсачка мая» — выходит в эфир на телеканале Беларусь 2.
- «Вопрос здоровья» — выходит в эфир на телеканале Беларусь 2.
- «Гродно культурная столица Беларуси» — выходит в эфир на телеканале Беларусь 2.
- «Коложский источник» — выходит в эфир на телеканале Беларусь 2.
- «Утро хорошего дня» — выходит в эфир на телеканале Беларусь 2.
- «Молоток» — выходит в эфир на телеканале Беларусь 2.
- «Новая я» — выходит в эфир на телеканале Беларусь 2.
- «Один день из жизни» — выходит в эфир на телеканале Беларусь 2.
- «Открытый вопрос» — выходит в эфир на телеканале Беларусь 2.
- «По секрету всему свету»  — выходит в эфир на телеканале Беларусь 2.
- «Продлёнка»  — выходит в эфир на телеканале Беларусь 2.
- «Ретроград»  — выходит в эфир на телеканале Беларусь 2.
- «Сочиняй мечты»  — выходит в эфир на телеканале Беларусь 2.
- «У пошуку скарба»  — выходит в эфир на телеканале Беларусь 2.
- Ряд спецпроектов.
- Производство рекламы и размещение её на телеканалах Беларусь 2, НТВ, Беларусь 1 и РТР.

В данное время все проекты,включая новости региона,выходят в эфир телеканала «Беларусь-4 Гродно». Новости региона выходят в эфир телеканала «Беларусь 1». Реклама на телеканалах «Беларусь 1», «Беларусь 2», «НТВ-Беларусь» и «РТР-Беларусь» в данное время уже не размещается.

### Радио
История радиовещания в Гродно началась в 1944 году, когда было создано гродненское областное радио.
Радиостанция «Радио Гродно» была создана на базе Гродненской радиостудии и начала вещание 1 декабря 1999 года на частоте 67,76 УКВ.
3 июля 2003 года в Гродно введен в эксплуатацию передатчик 101.2 FM. «Радио Гродно» стало одной из первых региональных радиостанций, которая стала вещать на новой волне после УКВ вещания. После этого в начале 2004 года «Радио Гродно» перешло на круглосуточное вещание, а в октябре совершило очередной рывок по расширению зоны своего вещания.
1 октября 2004 года благодаря совместной программе Минкомсвязи и Гродненского облисполкома были установлены три новых FM-передатчика в городах Слоним (102,5 FM), Сморгонь (102,8 FM) и Геранены (107,8 FM). Теперь «Радио Гродно» могут слушать жители этих городов, а также Лиды, Дятлово, Ивья, Островца, некоторых районов Минской области и приграничных районов Литвы.
Также организовано польскоязычное вещание на радио «RSI». В течение двух часов ежедневно для поляков Беларуси и приграничья информационная программа рассказывает о новостях в стране и регионе.В данный момент польскоязычное вещание организовано на радио Беларусь.
На данный момент частоты вещания радио Гродно:
- Гродно 101.2 FM
- Слоним 102.5 FM
- Геранены (Лида) 107.8 FM
- Сморгонь 102.8 FM
- Свислочь 100.8 FM
- Луки (Новогрудок) 101.8 FM

## Награды
- 2017 ─ программа «Новости на 4» стала победителем XIII национального телевизионного конкурса «Телевершина» в номинации «Лучшая информационная программа регионального телевидения»[3].